# Pimpla tequila

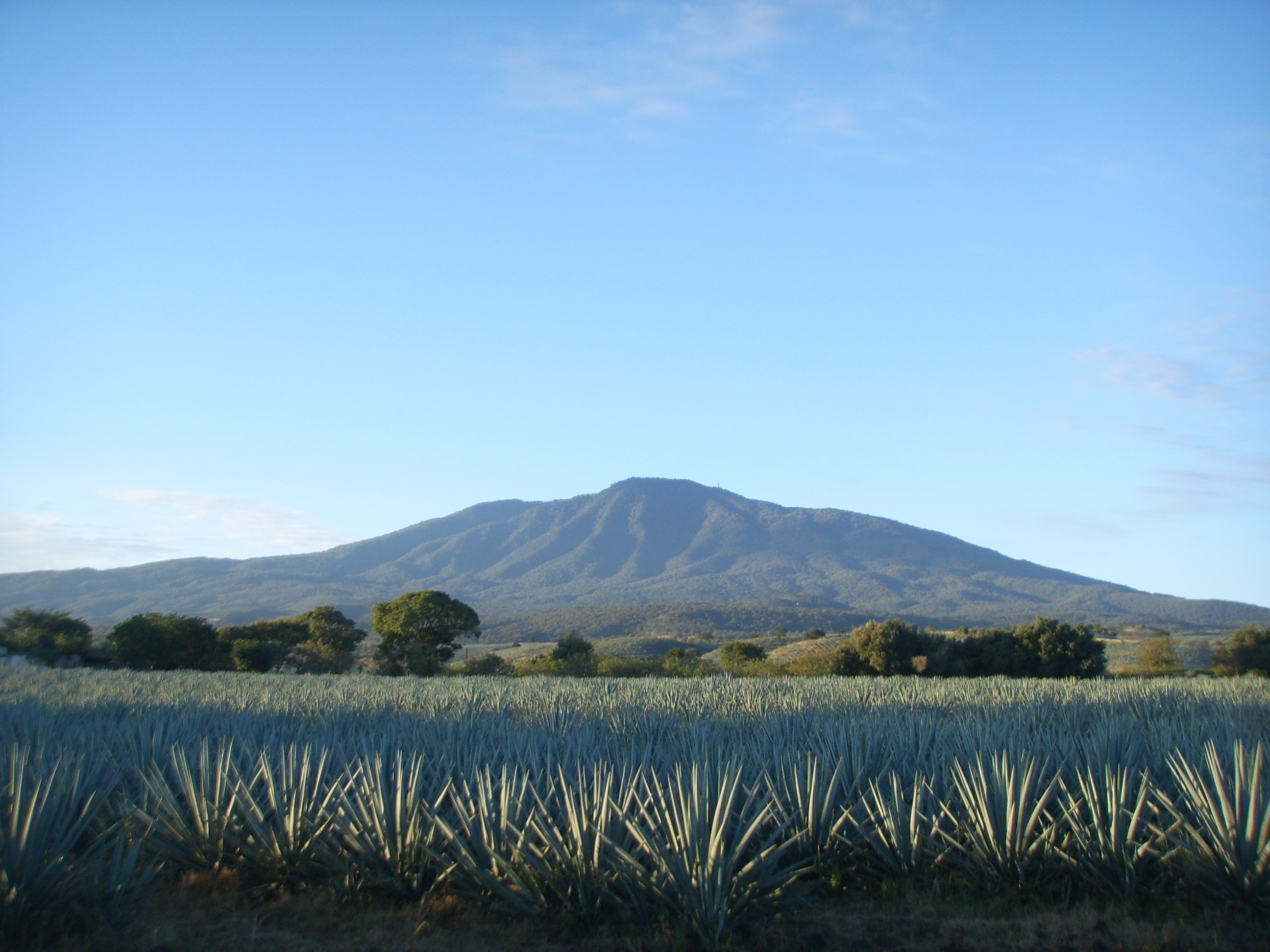
Место нахождения голотипа около вулкана Текила, Мексика.

Pimpla tequila (лат.) — вид ихневмоноидных наездников рода пимплы из подсемейства Pimplinae (Ichneumonidae, Hymenoptera). Вид назван в честь типового местонахождения около вулкана Текила (Volcán de Tequila) и традиционного мексиканского напитка текила.

## Распространение
Мексика (Тамаулипас, Халиско, Морелос), Гондурас. Голотип найден около вулкана Текила (Volcán de Tequila), 20°47.4’N, 103°51.0’W, 2750—2850 м (10 км южнее города Текила в штате Халиско).

## Описание
Длина переднего крыла 8,8 мм. Перепончатокрылые насекомые-ихневмониды, которые от близких мексиканских видов отличаются следующими признаками: грудь чёрная, брюшко красновато-коричневое; базальный трохантер передней ноги чёрный дорсально и белый вентрально; средняя часть бёдра полностью красновато-коричневая; щёчный промежуток на 0,3-0,5× длиннее базальной ширины мандибул. Переднее крыло с антефуркальной жилкой 1cu-a (нервулюс); жилка RS почти прямая, слабо изогнутая дистально. Дискосубмаргинальная ячейка умеренно ворсистая, с более редкими волосками проксимально. Тергиты 2—5 метасомы с грубой продольно пунктированной сетчатой скульптурой (пунктиры отчётливо удлинены); мезоплевры и метаплевры с плотной пунктировкой, без полос. Вид был впервые описан в 2021 году энтомологами из мексиканского университета штата Тамаулипас Universidad Autónoma de Tamaulipas, Андреем Халаимом и E. Ruíz-Cancino.
Окраска тела. Голова с антеннами, мандибулами и ротовыми частями чёрная. Мезосома и тегулы чёрные. Жилки крыла тёмно-коричневые до коричнево-чёрных. Птеростигма коричневато-чёрная с небольшими бледными пятнами базально и апикально. Все тазики и трохантеры чёрные; передний трохантер с белым пятном в передней части. Передние бёдра и голени тёмно-красные до черноватых, с белой полосой в передней части. Передние и средние лапки красновато-коричневые, дистальный тарзомер вершины черноватый. Средние и задние бёдра тёмно-красные, среднее бедро переднее с небольшой вершинной желтоватой отметиной. Средняя лапка с голенью и лапкой красновато-коричневые, голень на передней стороне черноватая, дистальный тарзомер черноватый.